# Джон Саймен
Джон Саймен (англ. John Siman, 7 жовтня 1952) — американський ватерполіст.
Срібний призер Олімпійських Ігор 1984 року.